# Eleições estaduais em Goiás em 2006
As eleições estaduais em Goiás em 2006 ocorreram em 1º de outubro como parte das eleições gerais no Distrito Federal e em 26 estados brasileiros. Nelas foram eleitos o governador Alcides Rodrigues, o vice-governador Ademir Menezes e o senador Marconi Perillo, além de 17 deputados federais e 41 estaduais. Como nenhum candidato a governador alcançou metade mais um dos votos válidos, houve um segundo turno em 29 de outubro entre Alcides Rodrigues e Maguito Vilela numa disputa vencida pelo primeiro.
Beneficiado pela renúncia do titular ao Palácio das Esmeraldas, o médico Alcides Rodrigues assumiu o governo do estado de Goiás para um mandato de nove meses. Nascido em Santa Helena de Goiás, e formado na Universidade Federal de Uberlândia ele fez residência médica no Hospital Geral de Bonsucesso, trabalhou para a Força Aérea Brasileira e obteve pós-graduação em Ginecologia e Obstetrícia. Eleito deputado estadual pelo PDC em 1990 e prefeito de sua cidade natal em 1992, ingressou no PPB e em 1998 foi eleito vice-governador de Goiás na chapa de Marconi Perillo, a quem serviu como secretário de Habitação. Reeleito vice-governador em 2002, assumiu o governo estadual em 31 de março de 2006 com a renúncia de Marconi Perillo a fim de se candidatar ao Senado Federal e em outubro Alcides Rodrigues foi reeleito governador pelo PP.
Para vice-governador foi eleito o administrador de empresas Ademir Meneses. Formado pela Universidade Paulista, ele nasceu em Itapuranga e fez carreira política em Aparecida de Goiânia, cidade onde foi eleito vereador pelo PSD em 1992. Prefeito do município pelo PMDB em 1996, reelegeu-se via PFL no ano 2000 e após o fim do mandato foi secretário das Cidades no segundo governo Marconi Perillo sendo agora eleito vice-governador de Goiás no PL.
O vitorioso na eleição para senador foi Marconi Perillo, o mesmo político que, mesmo iniciando a carreira no PMDB em 1983, foi o responsável por interromper dezesseis anos ininterruptos do partido no governo estadual. Servidor público nascido em Palmeiras de Goiás, foi assessor especial do governador Henrique Santillo e conselheiro da Companhia de Habitação de Goiás, cargo que deixou antes de eleger-se deputado estadual em 1990. Durante o mandato ele integrou um gripo de dissidentes que migraram do PMDB rumo ao PST. Eleito deputado federal pelo PP em 1994, esteve no PPB antes do ingresso no PSDB, legenda na qual foi eleito governador de Goiás ao vencer Iris Rezende em 1998. Reeleito para o cargo em 2002, elegeu-se senador quatro anos depois com votação nominal recorde na história goiana.

## Resultado da eleição para governador

### Primeiro turno
Segundo o Tribunal Superior Eleitoral foram apurados 2.728.311 votos nominais assim distribuídos:
| Candidatos a governador do estado | Candidatos a vice-governador | Número | Coligação                                                                                  | Votação   | Percentual |
| --------------------------------- | ---------------------------- | ------ | ------------------------------------------------------------------------------------------ | --------- | ---------- |
| Alcides Rodrigues PP              | Ademir Menezes PL            | 11     | Coligação do Tempo Novo (PP, PL, PSDB, PTB, PPS, PV, PAN, PHS, PMN, PRP, PRTB, PTN, PTdoB) | 1.315.718 | 48,22%     |
| Maguito Vilela PMDB               | Onaide Santillo PMDB         | 15     | Goiás Melhor para Todos (PMDB, PDT, PSC, PTC, PRONA)                                       | 1.123.139 | 41,17%     |
| Barbosa Neto PSB                  | Valdi Camarcio PT            | 40     | Goiás na Frente (PSB, PT, PCdoB)                                                           | 179.070   | 6,56%      |
| Demóstenes Torres PFL             | Ricardo de Sousa Correia PFL | 25     | —                                                                                          | 95.701    | 3,51%      |
| Elias Andrade PSOL                | Rubens Donizzeti Pires PSTU  | 50     | Frente de Esquerda (PSOL, PSTU, PCB)                                                       | 13.318    | 0,49%      |
| Edward José Júnior PSDC           | Valéria Chaves de Souza PSDC | 27     | —                                                                                          | 1.365     | 0,05%      |

### Segundo turno
Segundo o Tribunal Superior Eleitoral foram apurados 2.639.130 votos nominais assim distribuídos:
| Candidatos a governador do estado | Candidatos a vice-governador | Número | Coligação                                                                                  | Votação   | Percentual |
| --------------------------------- | ---------------------------- | ------ | ------------------------------------------------------------------------------------------ | --------- | ---------- |
| Alcides Rodrigues PP              | Ademir Menezes PL            | 11     | Coligação do Tempo Novo (PP, PL, PSDB, PTB, PPS, PV, PAN, PHS, PMN, PRP, PRTB, PTN, PTdoB) | 1.508.024 | 57,14%     |
| Maguito Vilela PMDB               | Onaide Santillo PMDB         | 15     | Goiás Melhor para Todos (PMDB, PDT, PSC, PTC, PRONA)                                       | 1.131.106 | 42,86%     |

## Resultado da eleição para senador
Segundo o Tribunal Superior Eleitoral foram apurados 2.684.648 votos nominais assim distribuídos:
| Candidatos a senador da República | Candidatos a suplente de senador              | Número | Coligação                                                                                  | Votação   | Percentual |
| --------------------------------- | --------------------------------------------- | ------ | ------------------------------------------------------------------------------------------ | --------- | ---------- |
| Marconi Perillo PSDB              | Cyro Miranda PSDB Paulo de Jesus PSDB         | 456    | Coligação do Tempo Novo (PP, PL, PSDB, PTB, PPS, PV, PAN, PHS, PMN, PRP, PRTB, PTN, PTdoB) | 2.035.564 | 75,82%     |
| Ney Moura Teles PMDB              | Helenês Cândido PMDB Juarez Júnior PMDB       | 151    | Goiás Melhor para Todos (PMDB, PDT, PSC, PTC, PRONA)                                       | 503.203   | 18,75%     |
| Aldo Arantes PCdoB                | Arquimedes Bites PT Deusilene Leão PSB        | 656    | Goiás na Frente (PSB, PT, PCdoB)                                                           | 115.689   | 4,31%      |
| Dione José de Araújo PFL          | Abraão Issa Neto PFL Inês Parmeggiani PFL     | 251    | —                                                                                          | 26.415    | 0,98%      |
| Robson de Sousa Moraes PCB        | Ronaldo Brito Júnior PSOL Benedita Alves PSOL | 210    | Frente de Esquerda (PSOL, PSTU, PCB)                                                       | 3.777     | 0,14%      |

## Deputados federais eleitos
São relacionados os candidatos eleitos com informações complementares da Câmara dos Deputados. Ressalte-se que os votos em branco eram considerados válidos para fins de cálculo do quociente eleitoral nas disputas proporcionais até 1997, quando essa anomalia foi banida de nossa legislação.

Representação eleita
  PMDB: 5
  PSDB: 4
  PTB: 2
  PP: 2
  PT: 2
  PFL: 1
  PL: 1

Fonteː
| Deputados federais eleitos | Partido | Votação | Percentual | Cidade onde nasceu | Unidade federativa |
| Dona Iris                  | PMDB    | 201.229 | 7,10%      | Três Lagoas        | Mato Grosso do Sul |
| Ronaldo Caiado             | PFL     | 152.895 | 5,39%      | Anápolis           | Goiás              |
| Sandro Mabel               | PL      | 108.629 | 3,83%      | Ribeirão Preto     | São Paulo          |
| Leandro Vilela             | PMDB    | 107.554 | 3,79%      | Jataí              | Goiás              |
| Jovair Arantes             | PTB     | 105.219 | 3,71%      | Buriti Alegre      | Goiás              |
| Roberto Balestra           | PP      | 102.129 | 3,60%      | Inhumas            | Goiás              |
| Pedro Chaves               | PMDB    | 94.414  | 3,33%      | São Domingos       | Goiás              |
| Sandes Júnior              | PP      | 93.168  | 3,29%      | Porto Nacional     | Tocantins          |
| Leonardo Vilela            | PSDB    | 91.891  | 3,24%      | Belo Horizonte     | Minas Gerais       |
| Rubens Otoni               | PT      | 87.258  | 3,08%      | Goianésia          | Goiás              |
| José Tatico                | PTB     | 84.633  | 2,98%      | Teixeiras          | Minas Gerais       |
| Raquel Teixeira            | PSDB    | 83.398  | 2,94%      | Goiânia            | Goiás              |
| Luís Bittencourt           | PMDB    | 71.322  | 2,52%      | Goiânia            | Goiás              |
| João Campos                | PSDB    | 67.573  | 2,38%      | Peixe              | Tocantins          |
| Carlos Alberto Leréia      | PSDB    | 66.770  | 2,35%      | Bambuí             | Minas Gerais       |
| Marcelo Melo               | PMDB    | 59.501  | 2,10%      | Luziânia           | Goiás              |
| Pedro Wilson               | PT      | 49.949  | 1,76%      | Marzagão           | Goiás              |

## Deputados estaduais eleitos
Nas eleições 2006, foram eleitos 41 deputados para a Assembleia Legislativa de Goiás.

Representação eleita
  PSDB: 11
  PMDB: 10
  PTB: 4
  PL: 4
  PT: 3
  PP: 2
  PFL: 2
  PDT: 2
  PTdoB: 2
  PSB: 1
  PSC: 1

Fonteː
| Número | Deputado Estadual        | Partido | Votação | Porcentagem | Cidade onde nasceu | Estado           |
| ------ | ------------------------ | ------- | ------- | ----------- | ------------------ | ---------------- |
| 45321  | Flávia Morais            | PSDB    | 47.761  | 1,686       | Belo Horizonte     | Minas Gerais     |
| 11116  | Ernesto Roller           | PP      | 42.269  | 1,492       | Formosa            | Goiás            |
| 15678  | Thiago Peixoto           | PMDB    | 38.096  | 1,345       | Brasília           | Distrito Federal |
| 15111  | Adriete Elias            | PMDB    | 35.476  | 1,253       | Itaúna             | Minas Gerais     |
| 45133  | Samuel Almeida           | PSDB    | 34.972  | 1,235       | Itaguaru           | Goiás            |
| 45222  | Jardel Sebba             | PSDB    | 34.718  | 1,226       | Catalão            | Goiás            |
| 45555  | Helder Valin             | PSDB    | 34.179  | 1,207       | Goiânia            | Goiás            |
| 15123  | José Nelto               | PMDB    | 33.666  | 1,189       | Tiros              | Minas Gerais     |
| 45100  | Tulio Isac               | PSDB    | 33.227  | 1,173       | Goiatuba           | Goiás            |
| 15015  | Samuel Belchior          | PMDB    | 29.819  | 1,053       | Goiânia            | Goiás            |
| 45780  | Iso Moreira              | PSDB    | 29.799  | 1,052       | Mambaí             | Goiás            |
| 22690  | Cláudio Meirelles        | PL      | 29.747  | 1,050       | Goiânia            | Goiás            |
| 45800  | Daniel Goulart           | PSDB    | 29.400  | 1,038       | Rubiataba          | Goiás            |
| 45123  | Pr. Fabio Sousa          | PSDB    | 28.872  | 1,019       | Goiânia            | Goiás            |
| 14133  | Marlucio Pereira         | PTB     | 28.223  | 0,996       | Cristalina         | Goiás            |
| 15007  | Miguel Angelo            | PMDB    | 27.635  | 0,976       | Rio de Janeiro     | Rio de Janeiro   |
| 25555  | Nilo Resende             | PFL     | 27.087  | 0,956       | Araguari           | Minas Gerais     |
| 15601  | Paulo Cezar Martins      | PMDB    | 26.947  | 0,951       | Quirinópolis       | Goiás            |
| 14014  | Frei Valdair de Jesus    | PTB     | 26.463  | 0,934       | Urutaí             | Goiás            |
| 11500  | Ozair José               | PP      | 26.449  | 0,934       | Ceres              | Goiás            |
| 15100  | Luiz Carlos do Carmo     | PMDB    | 24.961  | 0,881       | Palminópolis       | Goiás            |
| 45600  | Padre Marco Ferreira     | PSDB    | 24.947  | 0,881       | Patos de Minas     | Minas Gerais     |
| 45678  | Honor Cruvinel           | PSDB    | 24.232  | 0,856       | Morrinhos          | Goiás            |
| 15135  | Romilton Moraes          | PMDB    | 24.146  | 0,853       | Jataí              | Goiás            |
| 45450  | Evando Magal             | PSDB    | 23.919  | 0,844       | Palmelo            | Goiás            |
| 40123  | Betinha Tejota           | PSB     | 23.260  | 0,821       | Crixás             | Goiás            |
| 25111  | Dr. Helio de Sousa       | PFL     | 22.863  | 0,807       | Buriti Alegre      | Goiás            |
| 15134  | Mara Naves               | PMDB    | 22.577  | 0,797       | Goianésia          | Goiás            |
| 15170  | Wagner Guimarães         | PMDB    | 21.714  | 0,767       | Rio Verde          | Goiás            |
| 14333  | Cristovão da Mota        | PTB     | 20.905  | 0,738       | Jussara            | Goiás            |
| 14190  | Coronel Marciano Queiroz | PTB     | 20.538  | 0,725       | Itumbiara          | Goiás            |
| 12631  | Misael Oliveira          | PDT     | 20.226  | 0,714       | Goiânia            | Goiás            |
| 13800  | Humberto Aidar           | PT      | 20.181  | 0,713       | Inhumas            | Goiás            |
| 22640  | Dr. Valdir Ferreira      | PL      | 20.024  | 0,707       | Trindade           | Goiás            |
| 22122  | Álvaro Guimarães         | PL      | 18.646  | 0,658       | Itumbiara          | Goiás            |
| 22222  | Cilene Guimarães         | PL      | 18.606  | 0,66        | Serranópolis       | Goiás            |
| 12644  | Isaura Lemos             | PDT     | 15.335  | 0,541       | Jundiaí            | São Paulo        |
| 70123  | Wellington Valim (Valim) | PT do B | 14.742  | 0,520       | Itauçu             | Goiás            |
| 13188  | Luis Cesar Bueno         | PT      | 12.574  | 0,444       | Goiânia            | Goiás            |
| 20223  | Vanuza Valadares         | PSC     | 12.103  | 0,427       | Porangatu          | Goiás            |
| 70170  | Tiaozinho Costa          | PT do B | 11.886  | 0,420       | Araçu              | Goiás            |
| 13789  | Mauro Rubem              | PT      | 11.544  | 0,408       | Firminópolis       | Goiás            |